# Elasmoscelis stali
Elasmoscelis stali är en insektsart som beskrevs av William Lucas Distant 1907. Elasmoscelis stali ingår i släktet Elasmoscelis och familjen Lophopidae. Inga underarter finns listade i Catalogue of Life.